# AFM Records
AFM Records est un label discographique allemand de hard rock et heavy metal, basé à Schwalmstadt. Depuis sa création, le label signe avec des groupes de notoriété variée, comme U.D.O., Doro, Kotipelto, Masterplan, Nostradameus, ou encore Annihilator.

## Histoire
Au milieu des années 1990, Andreas Allendörfer utilise pour la première fois un prototype du logo AFM sur les posters promotionnels de son groupe Squealer. Allendörfer décide par la suite de créer sa propre maison de disques, et AFM Records prend officiellement racine en 1996, avec, en conséquence, le boost des ventes pour les groupes Squealer, Factory of Art, Vollrausch et Sleeping Gods. Le label est notable pour avoir fait paraître le premier album d'Edguy en 1997, et le projet musical Avantasia du chanteur Tobias Sammet. Allendorfer et AFM Records aperçoivent immédiatement le potentiel talentueux d'Edguy et fait paraître cinq albums live du groupe avant que ce dernier ne rejoigne un plus grand label. Allendorfer donne ensuite sa chance à d'autres groupes tels que Steel Attack, Nostradameus, Tarantula et Rawhead Rexx. Le succès de la scène power metal allemande est en grande partie attribuée au label AFM. En 2000, le label fait partie des plus grands labels de metal.
Le 16 janvier 2005, Andreas Allendörfer décède lors d'un accident de voiture à la suite d'un dérapage incontrôlé,. Il s'agit d'une perte tragique pour le label et la scène heavy metal. Le staff d'AFM décide, malgré tout, de garder le label en activité. En 2005, le label Candlelight Records signe un contrat de coopération avec AFM Records pour des raisons financières. La même année, le groupe Cruachan signe au label.
Fin 2013, AFM réédite quatre albums classiques d'U.D.O. en format disque microsillon. Toujours fin 2013, Vinishing Point signe, et Paradox signe de nouveau au label. Début 2014, le groupe Evergrey signe au label, avec un nouvel album à paraître en fin d'année,.

## Groupes et artistes
- Absolute
- Almah
- Annihilator
- At Vance
- Avantasia
- Axxis
- Beautiful Sin
- Black Messiah
- Blackmore's Night
- Circle II Circle
- Cruachan[6]
- Crystal Ball
- Dalriada
- Dark at Dawn (en)
- Debauchery
- Destruction
- Dezperadoz (en)
- Dionysus (en)
- Doro
- Dynazty
- Eden's Curse
- Edguy
- Eisbrecher
- Elvenking
- Ethernity (en)[12]
- Evergrey[10],[11]
- Evidence One
- Headhunter
- Heavenly
- Helker
- Helstar
- Illdisposed
- Jon Oliva's Pain
- Jorn
- Kotipelto
- Krokus
- Lion's Share (en)[13]
- Made of Hate
- Magica
- Masterplan
- Mekong Delta
- Michelle Darkness
- Ministry
- Mors Principium Est
- Neverland
- Nostradameus (en)
- Onslaught
- Orden Ogan
- Paradox
- Perzonal War
- President Evil
- Pure Inc.
- Rhapsody of Fire
- Rawhead Rexx
- Rob Rock
- Sencirow
- Shaman
- Shakra
- Silent Force (en)
- Squealer (de)
- Tankard
- Tarantula
- The Poodles
- The Traceelords (de)
- Theatre of Tragedy
- U.D.O.
- Vanishing Point (en)[8]
- Voice
- Whitesnake
- Wicked Wisdom (en)
- Yargos